# Noyelles-sur-Mer
Noyelles-sur-Mer – miejscowość i gmina we Francji, w regionie Hauts-de-France, w departamencie Somma.
Według danych na rok 2011 gminę zamieszkiwało 767 osób, a gęstość zaludnienia wynosiła 38 osób/km² (wśród 2293 gmin Pikardii Noyelles-sur-Mer plasuje się na 357. miejscu pod względem liczby ludności, natomiast pod względem powierzchni na miejscu 89.).